# Prasyptera lorentzi
Prasyptera lorentzi là một loài bọ cánh cứng trong họ Chrysomelidae. Loài này được Weise miêu tả khoa học vào năm 1912.